# Seela Sella

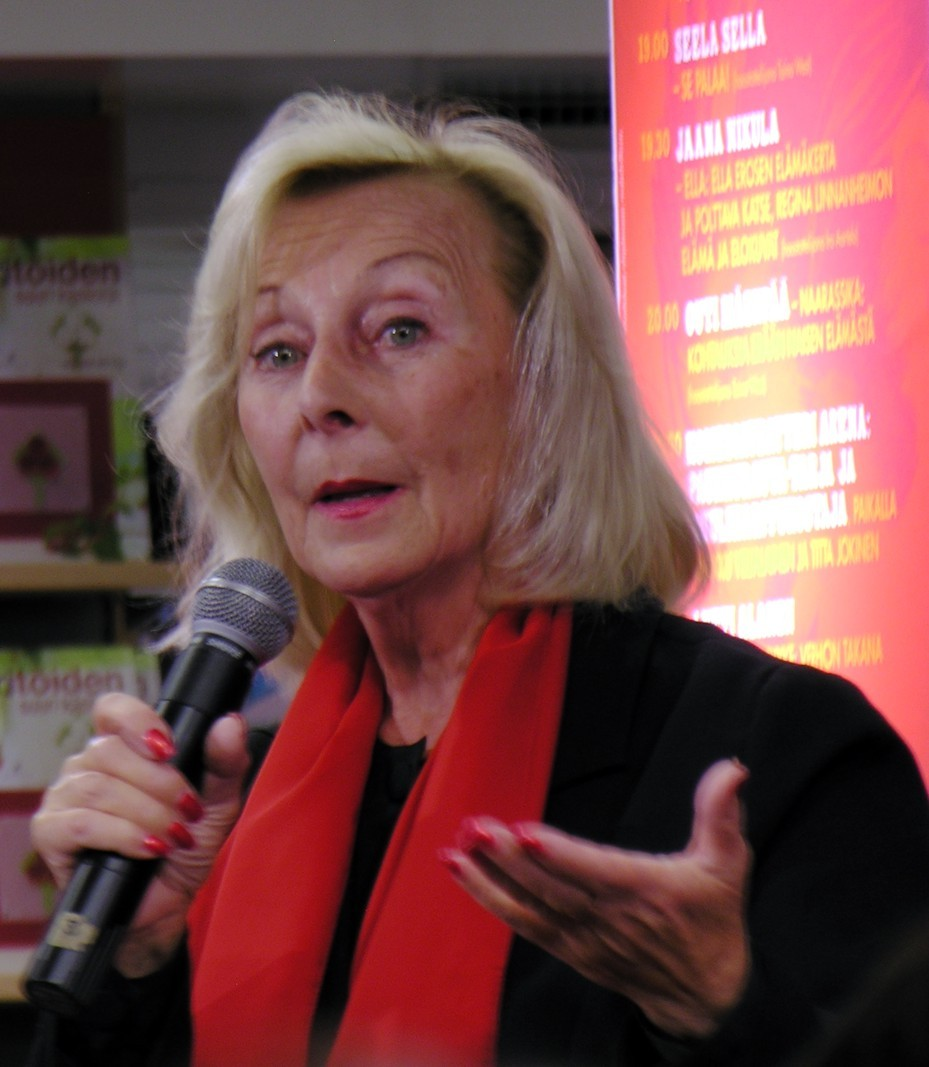
Seela Sella.

Seela Maini Marjatta Sella, född 30 december 1936 i Tammerfors, är en finländsk skådespelare. 
Sella studerade 1957–1959 vid Finska teaterskolan och har arbetat på Tavastehus stadsteater 1959–1961, Åbo stadsteater 1961–1965, Intimiteatteri 1965–1971, Radioteatern 1971–1975, frilansat 1975–1990 och varit på Finlands nationalteater sedan 1990. Hon hör till den finskspråkiga teatervärldens bäst kända kvinnliga förmågor. På grund av sin medverkan i populära filmer och tv-serier hör hon också till den breda allmänhetens favoriter. Hennes uttryckskonst och förmåga att byta skinn och förvandlas i takt med de mest olika roller är imponerande, hon överskrider i sina roller galant både ålders-, köns- och klassgränser. 
Sella var i trettio år gift med skådespelaren Elis Sella (död 1992). I samband med giftermålet övergick hon till judendomen och fick ett nytt förnamn, Seela. Efter inemot ett halvsekel i teaterbranschen har hon ännu som pensionär haft stora roller på Finlands nationalteater, där hon från 2005 spelade mot en annan energisk pensionär, Kyllikki Forssell i Pirkko Saisios pjäs Virhe. På Finlands nationalteater har hon haft sina största teaterframgångar i bland annat En anständig tragedi (Säädyllinen murhenäytelmä) och Den förlorade trädgården (Kadotettu puutarha), efter Helvi Hämäläinens text, i John Steinbecks Vredens druvor (som modern) och i Arthur Millers Eldprovet (som Elisabeth Proctor). I en Rasande rosorna-produktion gjorde hon Henrik IV som gammal och i tv Sylvi Kekkonen i serien Sylvis kammare. År 2004 gästade Sella Esbo teater som Ranevskaja i Körsbärsträdgården, hennes första Tjechovroll. Hon har medverkat i många filmer, bland annat som Kristiina i Gabriel, kom tillbaka (Gabriel tule takaisin, 1951) och som Aino Sibelius på gamla dagar i filmen Sibelius (2003). Hon tilldelades Pro Finlandia-medaljen 1993 och var konstnärsprofessor 1998–2001.